# Lyctoderma testaceum
Lyctoderma testaceum är en skalbaggsart som beskrevs av Pierre Lesne 1913. Lyctoderma testaceum ingår i släktet Lyctoderma och familjen kapuschongbaggar. Inga underarter finns listade i Catalogue of Life.